# Pavle Gregorić
Pavle Gregorić (Zlatar, 18. listopada 1892. – Zagreb, 23. ožujka 1989.) bio je jugoslavenski političar, diplomat i liječnik.

## Životopis
Rođen je 1892. godine u Zlataru, u Hrvatskom zagorju. Srednju školu završio je u Zagrebu, a studij medicine započeo u Grazu. Tijekom studija je mobiliziran kao sanitetski časnik, u austro-ugarsku vojsku. Kao ratni zarobljenik, 1916. godine, prijavio se za dobrovoljca u Srpski dobrovoljački korpus, s kojim je sudjelovao u borbama u Dobrudži. Poslije Veljačke revolucije u Rusiji, 1917. godine, napustio je korpus i stupio u rusku armiju. Ubrzo ju je napustio i postao vojnik jugoslavenskog bataljuna u Kijevu. Ovaj bataljun je, kasnije, prebačen u Sibir, u Tomsk, i preformiran u puk koji je nosio ime „Matija Gubec“.
Pavle se u Tomsku, 1919. godine, povezao s organizacijom Boljševičke partije. Poslije agitacije, koju je izvršio u puku, uspio je cijeli puk prebaciti na stranu Crvene armije. Tijekom ljeta 1920. godine, postao je članom Ruske komunističke partije (boljševika). Iste godine je bio upućen u Moskvu, gdje je pomogao formiranju škole „crvenih zapovjednika“ za Jugoslavene-sudionike građanskog rata. U toj školi je držao političku nastavu i bio tajnik partijske ćelije.
U kolovozu 1921. godine, vratio se u Kraljevinu Srba, Hrvata i Slovenaca i odmah se uključio u rad, tada već ilegalne, Komunističke partije Jugoslavije. Nastavio je studij medicine, koje je završio 1924. godine u Zagrebu. Poslije završetka studija, radio je kao liječnik u raznim krajevima zemlje. Državni sud za zaštitu države osudio ga je 1932. godine na dvije godine zatvora, a 1934. je ponovno osuđen na dvije godine zatvora. Nakon izlaska, organizirao je ilegalnu točku za prebacivanje dobrovoljaca u građanski rat u Španjolskoj
Na Osnivačkom kongresu Komunističke partije Hrvatske, 1937. izabran je za člana Centralnog komiteta KP Hrvatske. Ponovno je bio zatvoren od prosinca 1939. do svibnja 1940. godine.
U ožujku 1941. godine, bio je uhićen zajedno s Otokarom Keršovanijem i Ognjenom Pricom, ali je, neposredno pred napad Sila osovine na Kraljevinu Jugoslaviju, uspio izaći iz zatvora. Po zadatku Centralnog komiteta KPJ, prvih dana Travanjskog rata išao je kod zapovjednika grada Zagreba, da traži oružje za radnike da se odupru fašističkim agresorima i brane zemlju, ali je bio odbijen. Poslije kapitulacije Jugoslavije, sudjelovao je na Svibanjskom savjetovanju CK KPJ u Zagrebu.
Ubrzo je bio poslan u Moslavinu i Slavoniju da organizira oružani ustanak. U jesen 1942. godine prešao je na oslobođeni teritorij Like i Korduna, gdje se nalazio Glavni štab NOV i PO Hrvatske i CK KP Hrvatske. Jedan je od osnivača i sekretar (tajnik) ZAVNOH-a. Bio je vijećnik I. i II. zasjedanja AVNOJ-a.
Poslije rata, Pavle Gregorić je vršio mnoge dužnosti u društvenom i političkom životu Hrvatske i Jugoslavije. Bio je član Savezne vlade (1945.), predsjednik Kontrolne komisije NR Hrvatske (1946. — 1948.), predsjednik Savjeta za narodno zdravlje i socijalnu politiku FNRJ (1948. — 1953.), veleposlanik Jugoslavije u Italiji (1953. — 1955.), član Saveznog izvršnog vijeća (1955. — 1958.) i potpredsjednik Savezne skupštine (1958. — 1963.) i ostalo. Biran je za zastupnika Sabora NR Hrvatske i Savezne skupštine u više saziva. Umirovljen je 1970. godine.
U vezi s neistinama koje se odnose na Vladimira Frajtića (a to je bila tobožnja špijunska veza Hebrang-UNS), dr. Pavle Gregorić je 1. prosinca 1983. napisao – «Žalosno je, da se danas pokušavaju širiti neistine, kojima se krnji ugled naše Partije i borbe.

## Privatni život
Unuk mu je filozof Pavel Gregorić.